# Роберт Майєр
Роберт Майєр (нім. Robert Mayer; 9 жовтня 1989, Гавіржов, Чехословаччина) — швейцарський хокеїст чехословацького походження, воротар, який виступає за «Давос» в чемпіонаті Швейцарії (Національна ліга А).

## Кар'єра
Свою кар'єру гравця розпочав у німецькому клубі «Кауфбойрен» за який виступав два сезони. Перший професійний контракт уклав з швейцарським клубом «Клотен Флаєрс», у складі молодіжного складу провів 29 матчів, в основному складі провів один матч.
2008 року укладає трирічний конракт з клубом НХЛ Монреаль Канадієнс, але в основному виступає за фарм-клуби, спочатку в хокейній лізі Квебеку за «Сент-Джон Сі-Догс» — провів 89 матчів, а в сезоні 2009/10 років за «Цинциннаті Циклонес» (ІХЛ) — 31 матч та зрештою чотири сезони в клубі АХЛ «Гамільтон Булдогс» — 119 матчів. 22 травня 2014 року за обопільною згодою контракт з «Монреаль Канадієнс» було розторгнуто.
У грудні 2013 року виступав на Кубку Шпенглера в складі Серветт-Женева та став переможцем.
6 червня 2014 року уклав трирічний контракт з женевським клубом «Серветт-Женева».
10 грудня 2019 року Роберт підписав чотирічну угоду з швейцарським клубом «Давос».

## Кар'єра (збірна)
Роберт виступав у складі юніорської збірної Швейцарії на чемпіонаті світу U18 у 2007 році (провів 5 матчів) та молодіжній збірній Швейцарії на чемпіонаті світу 2008 року, також провів 5 матчів. У складі національної збірної в його активі два матчі в сезоні 2013/14 років.

## Досягнення та нагороди
- 2010 володар Кубка Келлі у складі «Цинциннаті Циклонес»
- 2010 найцінніший гравець Кубка Келлі[4]
- 2013 володар Кубка Шпенглера